# Pseudothelphusa dilatata
Pseudothelphusa dilatata is een krabbensoort uit de familie van de Pseudothelphusidae.